# فرانی مورنو
فرانی مورنو (انگلیسی: Fran Moreno؛ زادهٔ ۷ مهٔ ۱۹۸۴) بازیکن فوتبال اهل اسپانیا است.
از باشگاه‌هایی که در آن بازی کرده‌است می‌توان به باشگاه فوتبال دپورتیوو آلاوس، باشگاه فوتبال نومانسیا، باشگاه فوتبال رئال مورسیا، باشگاه فوتبال آلباسته بالومپیه، باشگاه فوتبال اوساسونا، و باشگاه فوتبال لگانس اشاره کرد.